# توني بيكهام
توني بيكهام (بالإنجليزية: Tony Beckham)‏ هو لاعب كرة قدم أمريكية أمريكي، ولد في 1 أكتوبر 1978 في غينزفيل في الولايات المتحدة.

## وصلات خارجية
- توني بيكهام على موقع مرجع كرة القدم المحترفة.كوم (الإنجليزية)